# Daniel Wellington
Daniel Wellington AB är en svensk urtillverkare som grundades 2011 av Filip Tysander. Daniel Wellington säljer egendesignade klockor. Företaget sålde till en början endast online och genom återförsäljare men började etablera sig med butiker under 2017.